# 393 км (роз'їзд)
393 км (до 2017 року — 394 км) — роз'їзд Лиманської дирекції Донецької залізниці на неелектрифікованій лінії Комиш-Зоря — Волноваха між станціями Хлібодарівка (9 км) та Зачатівська (9 км). Розташований неподалік від сіл Златоустівка Волноваського району та Катеринівка Маріупольського району Донецької області.

## Історія
Роз'їзд відкритий у 1932 році.
У 2016 році, в ході модернізації дільниці Комиш-Зоря — Волноваха, неподалік побудовано роз'їзд. До 2017 року був зупинним пунктом під назвою 394 км. 

## Пасажирське сполучення
До повномасштабного російського вторгнення в Україну (з 2022) на платформі 393 км зупинялися приміські поїзди сполученням Волноваха — Комиш-Зоря.